# Del Rey (Kalifornia)
Del Rey – jednostka osadnicza w Stanach Zjednoczonych, w stanie Kalifornia, w hrabstwie Fresno.